# Standfussiana lucernea
Standfussiana lucernea là một loài bướm đêm thuộc họ Noctuidae. Loài này có ở bán đảo Iberia, Ý và Hy Lạp ở miền nam châu Âu, phía bắc through hầu hết the continent tới Fennoscandia phía tây đến Ireland và Iceland.
Sải cánh dài 36–46 mm. Con trưởng thành bay từ tháng 7 đến tháng 8.
Ấu trùng ăn nhiều loại cỏ và low plants bao gồm các loài Sedum. Other recorded foodplants include Arenaria, Campanula, Cerastium, Primula, Stellaria và Saxifraga.

## Hình ảnh

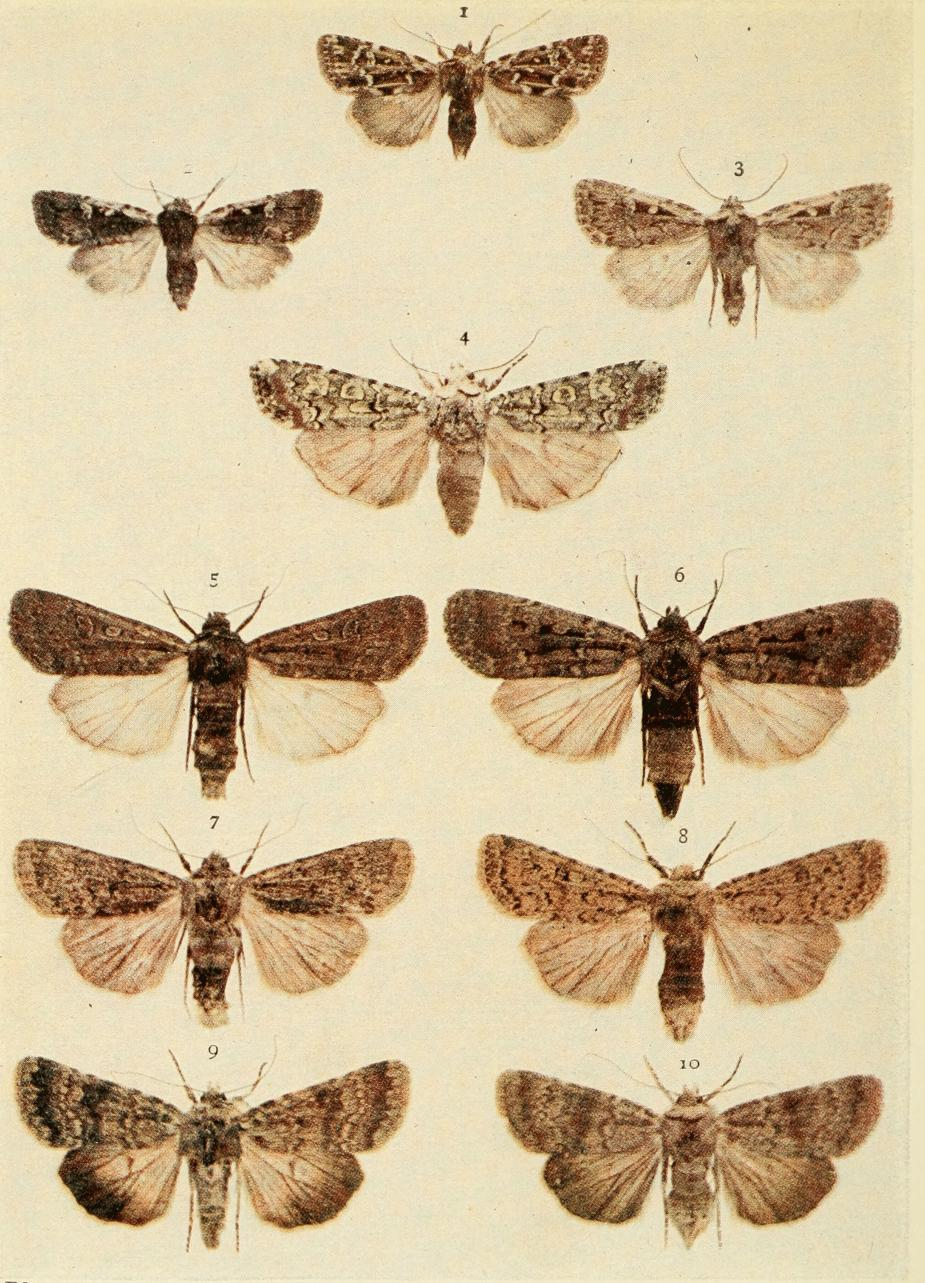

## Phụ loài
- Standfussiana lucernea lucernea
- Standfussiana lucernea cataleuca
- Standfussiana lucernea arguta
- Standfussiana lucernea pescona
- Standfussiana lucernea illyrica